# Villamañán
Villamañán é um município da Espanha na província de León, comunidade autónoma de Castela e Leão, de área 57,66 km² com população de 1285 habitantes (2004) e densidade populacional de 22,29 hab/km².

## Demografia
| Variação demográfica do município entre 1991 e 2004 | Variação demográfica do município entre 1991 e 2004 | Variação demográfica do município entre 1991 e 2004 | Variação demográfica do município entre 1991 e 2004 |
| --------------------------------------------------- | --------------------------------------------------- | --------------------------------------------------- | --------------------------------------------------- |
| 1991                                                | 1996                                                | 2001                                                | 2004                                                |
| 1563                                                | 1488                                                | 1348                                                | 1285                                                |